# Overhead (groupe)
Pour les articles homonymes, voir Overhead.
Overhead est un groupe de jazz-rock français, originaire des Yvelines. Leurs activités durent cinq ans, entre 2000 et 2005, le temps de deux albums, Silent Witness, sorti en 2002, et No Time Between, sorti en 2004 au label Naïve Records. Il revient en 2012 à l'occasion d'un troisième album, Death by Monkeys.

## Biographie
Overhead est initialement formé dans les Yvelines par Nicolas Leroux (auteur-compositeur, chant), Christophe Demaret (batterie) et Jean-Claude Kebaili (basse). Leur premier album, Silent Witness, sorti le 15 octobre 2002 sur Naïve Records, est cité par la presse spécialisée,,. Il présente un son jazzy entrecoupé d'accents rock soulignés par la puissance et la large tessiture vocale de Nicolas Leroux.
Overhead se rapprochera ensuite un peu plus d'un son pop rock « à l'anglaise » avec son album No Time Between sorti en 2004, tout en conservant un accent de jazz mélancolique. Pour ce faire, Nicolas Leroux prend le poste de batteur et se sépare de Christophe Demaret et de Jean-Claude Kebaili, trop orientés vers le jazz pour convenir au changement d'orientation musicale qu'il recherche. Il sera alors rejoint par Chakib Chambi (guitariste), qui jouera plus tard dans le groupe In The Club, et Richard Cousin (basse). Leurs deux premiers albums deviendront cultes. Leur label Naïve rompt leur contrat, et le groupe se sépare en 2005, permettant aux membres de multiplier les participations dans divers projets.
Le groupe annonce sa reformation en 2011, et l'arrivée d'un troisième album, enregistré dans le studio Mulholland Drive de Nicolas Leroux. L'album, intitulé Death by Monkeys, sort le 24 septembre 2012,,,. Nicolas Leroux entame une tournée promotionnelle avec Antoine Pasqualini et Benoit Guivarch.

## Discographie
- 2002 : Silent Witness (Naïve Records)
- 2004 : No Time Between (Naïve)
- 2012 : Death by Monkeys (Plus Loin Musique)